# Hudson (Iowa)
Hudson es una ciudad ubicada en el condado de Black Hawk en el estado estadounidense de Iowa. En el Censo de 2010 tenía una población de 2282 habitantes y una densidad poblacional de 103,96 personas por km².

## Geografía
Hudson se encuentra ubicada en las coordenadas 42°25′49″N 92°27′19″O / 42.43028, -92.45528. Según la Oficina del Censo de los Estados Unidos, Hudson tiene una superficie total de 21.95 km², de la cual 21.77 km² corresponden a tierra firme y (0.84%) 0.18 km² es agua.

## Demografía
Según el censo de 2010, había 2282 personas residiendo en Hudson. La densidad de población era de 103,96 hab./km². De los 2282 habitantes, Hudson estaba compuesto por el 98.07% blancos, el 0.26% eran afroamericanos, el 0% eran amerindios, el 0.53% eran asiáticos, el 0% eran isleños del Pacífico, el 0.7% eran de otras razas y el 0.44% pertenecían a dos o más razas. Del total de la población el 1.58% eran hispanos o latinos de cualquier raza.